# تاکامیموسوبی
تاکامیموسوبی (به ژاپنی: 高御産巣日神 Takamimusubi)، یک خدای کشاورزی در اساطیر ژاپن بود.